# Formula Offroad
Formula offroad är en form av bilsport där ett fordon i taget kör både uppför och nerför en grusgrop med olika lutning och underlaget är sand. Tävlingsformen körs med specialbyggda bilar i två olika klasser och föraren är ensam i sitt fordon. Sporten organiseras i Sverige genom Svenska Bilsportförbundet (SBF).

## Bakgrund
I slutet av 1970-talet behövde Islands räddningskår få in pengar till sin verksamhet. De började med att ha uppvisningar i sandtag med publik och på så sätt samla in pengar till sin verksamhet. Uppvisningarna blev otroligt populära. Publiken fick se extrem och spektakulär offroadkörning och snabbt utvecklades räddningskårens uppvisningar till tävlingar. Många nya deltagare sökte sig till sporten och snart var motorsporten Formula offroad född.

## Formula offroad till Sverige
År 1990 bjöd Svenska Bilsportförbundet in Isländska förare som kom till Sverige och hade ett par uppvisningstävlingar. Året därefter 1991, hade det redan byggts flera svenska bilar och den första svenska tävlingen hölls det året. Ännu idag körs det Formula offroad tävlingar i Sverige. Nu är det en cup som kallas Nordic Formula Offroad Cup med deltävlingar i hela Norden.

## Nordic Formula Offroad Cup
År 2000 startades denna cup och har deltagare från Sverige, Norge, Finland och Danmark. Det brukar vara 8 deltävlingar varje år. Tävlingssäsongen startar i april och avslutas i september. De mer kända tävlingsplatserna är Vormsund i Norge och Kangasala i Finland. I Sverige har tävlingsplatserna varierat, Habo och Svenljunga är väl de mer kända. Det senaste tillskottet är Uppsala. Publiksnittet brukar ligga kring 1500 personer. Nordic Formula Offroad Cup är sedan ett antal år tillbaka inaktiv. 

## World Formula Offroad Cup
World Cup går av stapeln varje år med sex stycken deltävlingar. Förare från Island är med och tävlar. Även deltagare från andra länder än de som har nämnts tidigare börjar visa sitt intresse för Formula Offroad.
Fyra deltävlingar samkörs med Nordic Formula Offroad Cup och två deltävlingar körs på Island. World Cup är sedan ett antal år tillbaka inaktiv.

## Formula Offroad NEZ Cup
Formula Offroad NEZ Cup kördes första gången 2010. Cupen kördes då på Island, I Danmark, Finland, Sverige och Norge. Under 2011 kommer Cupen att köras i Norge (Skien), Finland (Kangasala) och Sverige(Uppsala).

## Klassindelning
Formula Offroad körs i två klasser, Modified och Unlimited. I Modifiedklassen måste bilarna ha en kaross från ett serietillverkat fordon. Däcken som används kallas för paddeldäck och motorerna får laddas med lustgas. I Unlimited klassen är det mesta helt fritt. Däcken som används kallas för skovelhjul och ser ut som Formel 1 däck med stora skovlar. Många väljer att preparera sina motorer med lustgas för den där extra kicken.

## Tävlingsmomentet
I Formula Offroad ska föraren forcera sex banor och belönas med 350 poäng för varje felfri körning. Inte mindre än fyra domare krävs för att hinna med att döma eventuella minus poäng för vidrörd eller överkörd banmarkering. Ekipaget bedöms också utefter hur långt de kommer i banan som oftast har en nära lodrät lutning. Vissa banor körs på tid och ska helst innehålla en sektion över vatten som fordonet ska plana över.

### Banmarkeringar
Sidomarkeringarna till vänster om ekipaget är vita (fig.1) i Unlimited-klassen och gula (fig.2) i Modified-klassen. På höger sida om ekipaget är sidomarkeringen svart (fig.3) eller röd (fig.4) i båda klasserna. Avståndet mellan markeringarna är 4 meter.

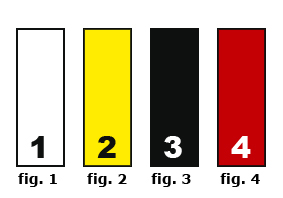

### Poäng
Varje bana indelas i poängzonerna 100, 200, 250, 300 och 350 (fig. 5). Dessa kan ses på båda sidor i varje bana. Poäng får man beroende på hur många poängzoner man fullföljer. Högsta poäng för varje bana är 350 poäng, den är placerad högst upp, efter backens krön. Centrum på båda fram och bakhjul ska passera poängportens linje för att få full poäng. De tre första poängzonerna bedöms var för sig, uppdelat ner till var 10 poäng. Regler finns sedan för olika typer av poängavdrag. 

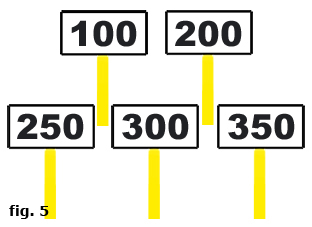